# Charles Hayes
Charles Hayes   (Anglaterra, 1678 - Londres, 18 de desembre de 1760) va ser un matemàtic i cronògraf anglès del segle xviii, autor d'un primer llibre sobre el mètode de les fluxions. També va ser directiu de la Royal African Company, una de les primeres companyies de tràfic d'esclaus establertes a Gran Bretanya.

## Vida
Hayes va ser membre del Gray's Inn. En una època indeterminada va viatjar a l'Àfrica Occidental on va residir durant un temps, això li va valer per tenir una reputació com a geògraf i va ser escollit anualment per ser sotsgovernador o vice-governador de la Royal African Company, una companyia creada per comerciar amb l'or del riu Gàmbia, però que aviat es va convertir al tràfic d'esclaus i altres matèries primeres.
Quan la Royal African Company va ser dissolta el 1752, Hayes es va instal·lar a Downe, Kent. John Nichols esmenta que Hayes va passar molt de temps en experiments filosòfics. Hayes va trobar el favor amb els seus contemporanis del seu "temperament tranquil" i una clara exposició; i Charles Hutton va comentar que tenia una erudició amagada per la modèstia. Quan ja tenia una edat avançada es va traslladar a viure al Gray's Inn, on el 18 de desembre de 1760 va morir.

## Obres
El 1704 apareix el seu Treatise on Fluxions, or an Introduction to Mathematical Philosophy, el primer treball en anglès que explica el mètode d'infinitesimals d'Isaac Newton. Després d'una introducció sobre seccions còniques amb proves concises, Hayes va aplicar el mètode de Newton sistemàticament, primer per obtenir les tangents de corbes, després les seves àrees i, finalment, als problemes de màxims i mínims. El llibre va ser molt llegit en la literatura matemàtica de la seva època. El 1710 va imprimir un fullet, New and Easy Method to find out the Longitude; i el 1723 The Moon, a Philosophical Dialogue, argumentant que la Lluna no és opaca, sinó que té alguna llum pròpia.
Després d'estudiar l'hebreu, Hayes publica el 1736 la seva Vindication of the History of the Septuagint, i el 1738, Critical Examination of the Holy Gospels according to St. Matthew and St. Luke, pel que fa a la història del naixement i infància de Crist. Els seus estudis van ser des de llavors dirigits principalment a la cronologia, a excepció d'alguns tractats escrits per defensar la política de la Royal African Company. El 1747 va aparèixer la seva Series of Kings of Argos and of Emperors of China from Fohi to Jesus Christ, per demostrar que les seves dates i ordre de successió van coincidir amb la Septuaginta, i el 1751 una Dissertation on the Chronology of the Septuagint, una defensa de la cronologia i història caldea i egípcia.
A la jubilació, es va veure absort en una obra important, Chronographia Asiatica & Ægyptiaca, que no va arribar a completar. Només dues parts del mateix van ser publicades, durant els últims dos anys de la seva vida, quan ja vivia a Gray's Inn: el primer, Chronographiæ Asiaticæ & Ægyptiacæ Specimen, i el segon, subdividit en (1) Origo Chronologiæ LXX interpretum investigator, i (2)  Conspectus totius Operis exhibetur . Part del seu argument és que els setanta autors de la Septuaginta i Josephus van fer ús dels escrits conservats a la biblioteca del Segon Temple de Jerusalem, que s'havia omès en el desenvolupament del cànon de l'Antic Testament.